# Aleksander Płonczyński
Aleksander Płonczyński (ur. 20 marca 1820 w Krakowie, zm. 12 lipca 1858 tamże) – polski malarz, pejzażysta, rysownik, pedagog, uczestnik powstania z 1846 i 1848.

## Życiorys
W latach 1839–1844 studiował w krakowskiej Szkole Sztuk Pięknych u Jana Nepomucena Głowackiego. Już w okresie studiów brał udział w wystawach organizowanych w Krakowie i w Warszawie. Od 1847 uczył rysunku i malarstwa w Gimnazjum św. Anny w Krakowie, będąc równocześnie wykładowcą w SSP. Stworzył nowoczesną szkołę pejzażu, wprowadził zajęcie w plenerze. Do jego uczniów należeli między innymi: Aleksander Kotsis i Stanisław Bryniarski.
Płonczyński tworzył jasne, nasycone światłem pejzaże tatrzańskie np. „Droga do Kościelisk” z 1845. Widoki Krakowa np. „Dworek dr. Brodowicza” z 1844, „Ogród przy klinice na Wesołej”. W latach 1855–1856 malował widoki Wawelu. Pozostawił rysunki i akwarele wyburzanych za jego czasów murów miejskich w Krakowie, które wraz z rysunkami miasta po pożarze w 1850 mają dziś wartość dokumentalno-historyczną. Malował romantyczne pejzaże z ruinami, kapliczkami i cmentarzami np. „Ruiny zamku w Tęczynku” z 1854, „Zamek w Lanckoronie” z 1841, „Krzemionki z mogiły Kraka” z 1855, „Pejzaż z Czernej” z 1852. W 1842 opublikował album z autorskimi rycinami pt. Groby i pomniki królów oraz sławniejszych mężów w świątyniach krakowskich.

## Galeria

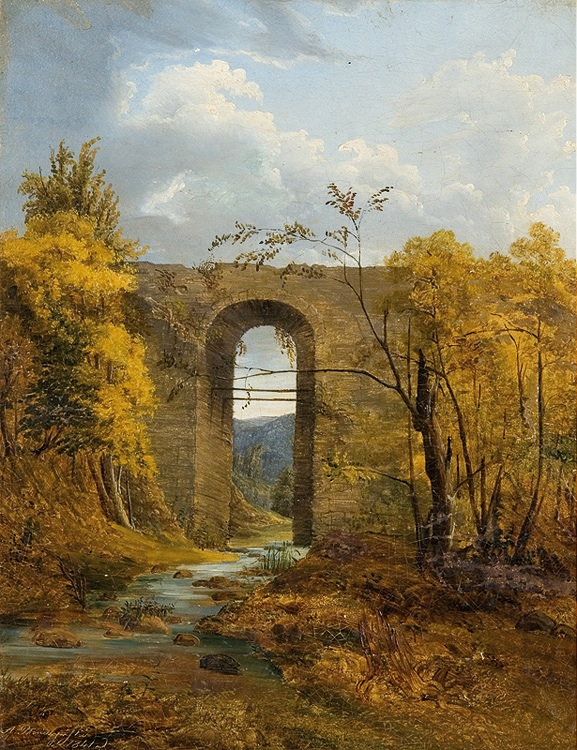
Pejzaż z kamiennym mostem z 1841 roku
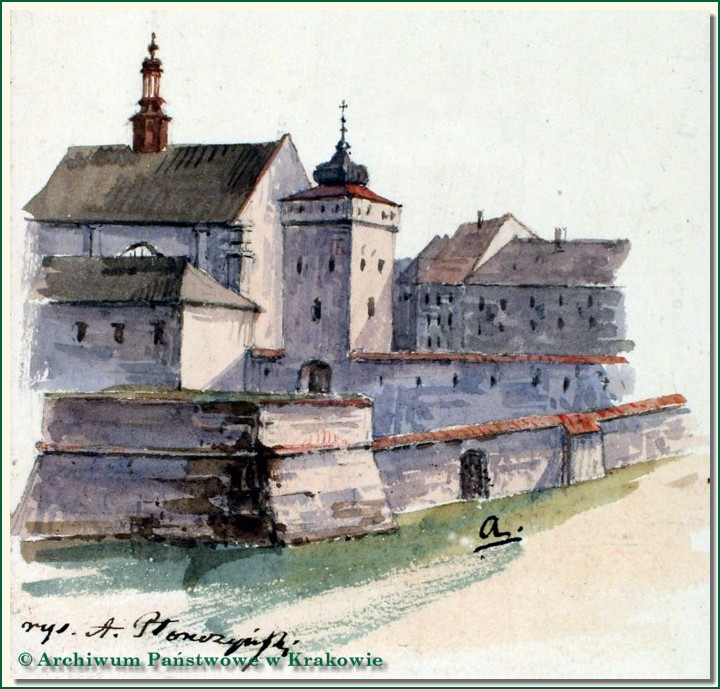
Widok Bramy Mikołajskiej w Krakowie
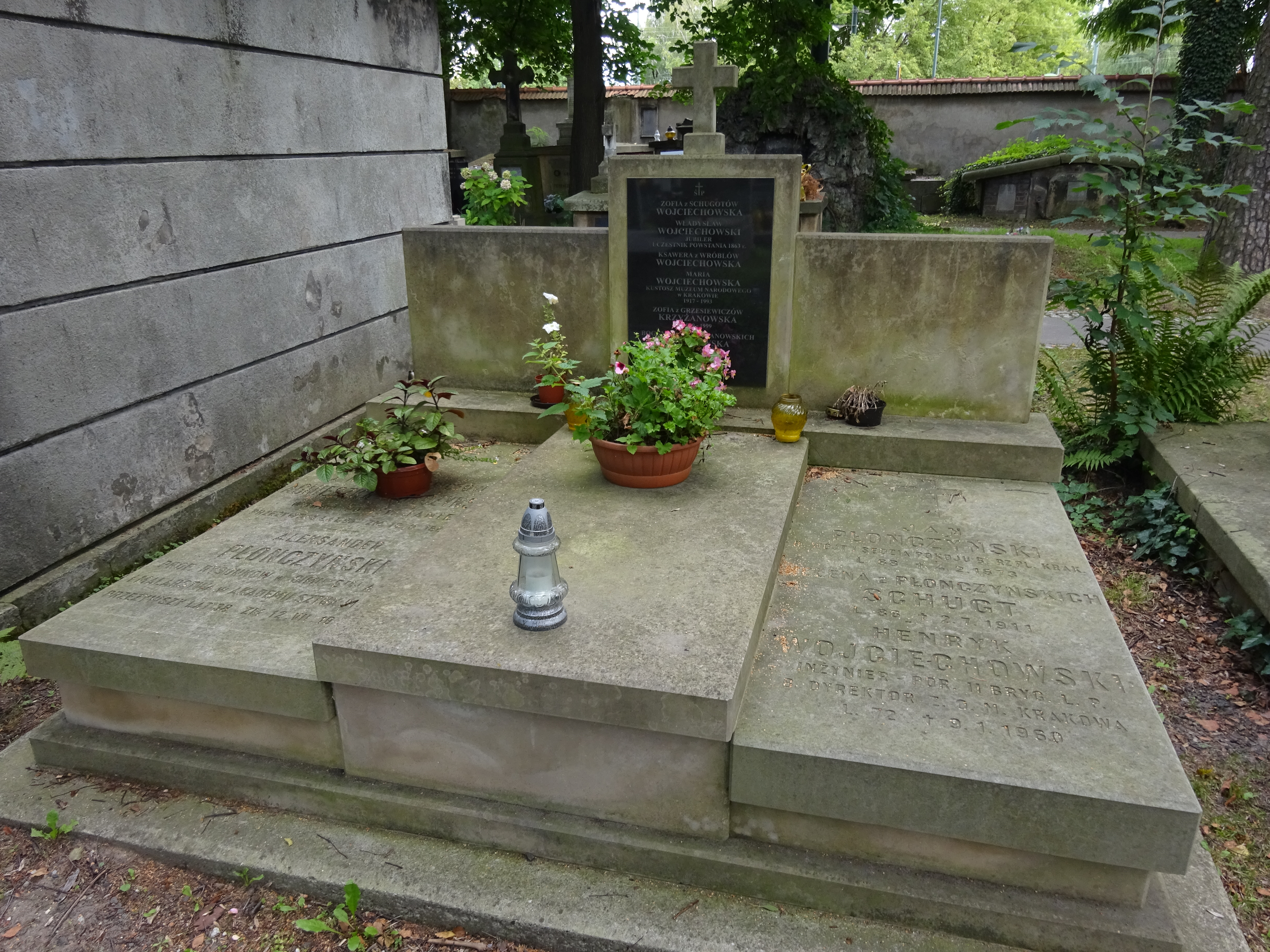
Grób Aleksandra Płonczyńskiego na Cmentarzu Rakowickim w Krakowie